# Anthidium wuestneii
Anthidium wuestneii là một loài Hymenoptera trong họ Megachilidae. Loài này được Mocsáry mô tả khoa học năm 1887.